# Марков, Константин Григорьевич
Константин Григорьевич Марков (24 февраля (8) марта 1847, Мелекесский завод, Ставропольский уезд, Симбирская губерния — 1918 год (по другим данным — 1919 год) — русский предприниматель, купец 1-й  гильдии, потомственный почётный гражданин, меценат. Возглавлял посад Мелекесс на протяжении почти 40 лет — с 1878 по 1894 и с 1898 по 1917 год.

## Происхождение
Константин Григорьевич Марков — сын Григория Марковича Маркова (1822—1900), крупнейшего в Самарской губернии мелекесского промышленника и виноторговца (кабаковладельца и винозаводчика). До недавнего времени димитровградским краеведам не было известно место его рождения, откуда именно он пришёл в Мелекесс. Часто в биографических сведениях о Григории Маркове цитировалась заметка из анонимной статьи Казанского биржевого листка 1887 года:  
«Явился некогда в Мелекес в лаптях и сермяге мелкий купец Марков и открыл под рогожным шалашом какую-то торговлю. Нажива сразу удалась ему, и вот он, на скопленные деньги, начинает все более и более расширять свою торговлю… Прошло каких-нибудь десять лет — и вот разными правдами и неправдами, преимущественно кабацкими, скопил он такой капитал, что стал конкурировать с первыми богачами Мелекеса… Теперь он уже первый туз в округе; у него два больших винокуренных завода, громадная мукомольная мельница, несколько лавок, погребов и магазинов в разных городах, чуть не больше десятка каменных домов и несколько сот кабаков, целой сетью опутавших всю Самарскую губернию».
Однако найденные в 2024 году краеведами документы из метрических книг позволили реконструировать происхождение Марковых и точное время появления их в Мелекессе. Они были родом из деревни Верхний Кастовец Рыбинского уезда Ярославской губернии и являлись крепостными крестьянами графского рода Тизенгаузенов, которым принадлежала эта деревня. 23 октября (4 ноября) 1838 года 
у проживающего на <Мелекесском> заводе Ярославской губернии Рыбинского уезда деревни Верхнего Кастовца Г-жи Графини Тизингаузеной Фигильмонт крестьянина Марка Иванова и жены его Евдокии Феодоровой родилась дочь Прасковья.
22 января 1842 года в церкви Рождества Христова в селе Лебяжье, что неподалёку от Мелекесса, был заключён брак между "господским отпущенником" Григорием Марковым и дочерью симбирского купца Кузьмы Коробова Верой. Поручителями по жениху записаны симбирский мещанин Орефий Иванов, купецкий сын Зот Михайлов, ставропольский купецкий сын Иван Никитин Пантелеев. Следовательно, к этому времени семья Марковых уже перестала быть крепостными Тизенгаузенов и окончательно перебралась в Мелекесс. К тому же, эти сведения опровергают созданный в вышеназванной заметке образ Григория Маркова как мелкого купца "в лаптях и сермяге". Видимо, к моменту свадьбы у него уже был определённый капитал и связи в купеческих кругах благодаря отцу Марку Ивановичу, ставшего купцом (в последующих записях в метрических книгах Григорий будет записан сначала как "купецкий сын", а затем и как самостоятельный ставропольский купец).

## Биография

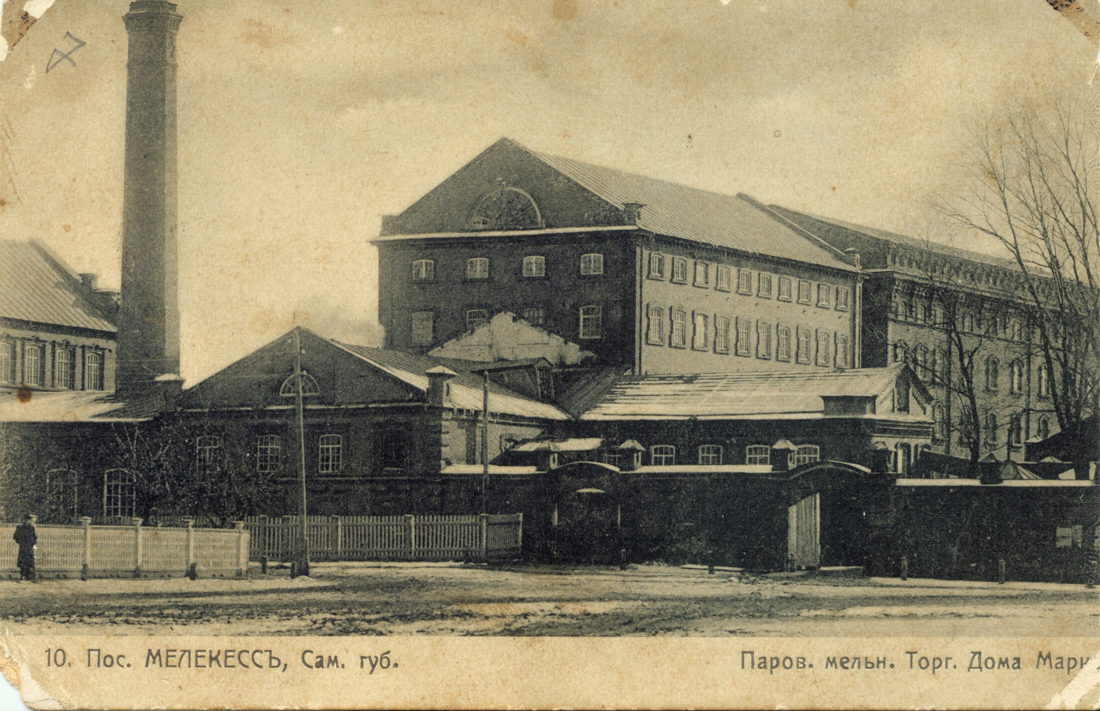
Паровая мельница Марковых

Г. М. Марков в первые годы пребывания в Мелекессе занимался не только виноторговлей. В 1859 году он построил чугунолитейный завод, на котором отливались чугунные гири. Разбогатев, Григорий Маркович стал самарским купцом первой гильдии и главой Торгового дома «Григорий Марков и сыновья», в который вошли четыре его сына: Александр, Андрей, Фёдор и Константин. Общий капитал семьи к концу века составлял более двух миллионов рублей. Марковы владели многими предприятиями в Мелекессе, по Ставропольскому и Самарскому уездам Самарской губернии: четыре винокуренных завода, где также производилась ректификация спирта, одна паровая и четыре водяных мельницы, один мукомольный завод, пивоваренный завод, производство шипучих и фруктовых вод, и, ко всему прочему, собственные имения и крупные землевладения в шести волостях уезда. Также Марковы владели несколькими пароходами, на которых перевозили грузы от Астрахани до Нижнего Новгорода. Оборудование, стоявшее на их предприятиях и технологии там применявшиеся, были самыми по тем временам современными, завезёнными из Европы.
В 1884 году Константин Марков построил собственную паровую мельницу. Продукция мукомольной фабрики Марковых отличалась высоким качеством. В 1909 году ржаная обойная мука их мельницы была отмечена Золотой медалью на Первой Всероссийской мукомольной выставке в Петербурге.
В 1877 году по указу Александра II поселение Мелекесс преобразовано в посад, введено городское самоуправление и первым председателем мелекесской думы избирается представитель самого влиятельного семейства Мелекесса — Константин Григорьевич Марков. Посад он возглавлял вплоть до 1917 года (с небольшим перерывом в 1895—1898 годах, когда его на этом посту заменил брат Константина Маркова Александр Григорьевич).
Помимо того, что Константин Григорьевич Марков был посадским головой и возглавлял мелекесскую думу, он также являлся гласным уездного земского собрания и гласным губернского земского собрания от Ставропольского уезда.
Марков вёл широкую благотворительную деятельность. Так, в 1906 году в память о своём отце, умершем в 1900 году, он вместе с братьями построил в Мелекессе общественную богадельню имени Г. М. Маркова. Её здание было рассчитано на 60 человек; в основном это были люди, прежде работавшие на предприятиях Марковых и не имевшие родственников. Для содержания богадельни на проценты братья выделили капитал в 15 000 рублей. Председателем попечительского совета богадельни стал Константин Григорьевич Марков, а другие представители семейства, как мужчины, так и женщины стали его членами.

Здание Народного дома. Архитектор — И. М. Крестников

При его содействии в Мелекессе были открыты учебные и просветительские заведения, число учащихся в которых достигло 2000 человек:
- Ремесленное училище[12]
- Мужское двухклассное церковно-приходское училище
- Женское одноклассное церковно-приходское училище
- Городское училище
- Женское двухклассное училище
- Мужское двухклассное училище
- Мужские приходские училища (три)
- Женские приходские училища (два)
- Воскресная школа
- Женская гимназия
- Мужская гимназия
- Публичная библиотека
- Народный дом с театром[13]

По вероисповеданию Константин Григорьевич, как и его отец, принадлежал к старообрядцам поморского толка, в 1855 году присоединился к единоверию, о чём сохранилась запись в метрической книге Самарской Единоверческой Казанско-Богородицкой церкви; при доме купцов Марковых существовал молельный дом поморцев.
Однако это не помешало Маркову принять активное участие в строительстве в Мелекессе собора Александра Невского, созданного в конце XIX века в память о мученической смерти императора Александра II (разрушен в 1954—1955 годах). По мнению димитровградского краеведа Андрея Мокеева, это было своего рода выражение признательности погибшему императору, который не только даровал Мелекессу статус посада, но и утвердил Правила о старообрядцах, позволившие им, помимо всего прочего, занимать общественные должности.
В 1914 году К. Г. Марков от имени всех жителей посада обращался к Николаю II с верноподданнейшей просьбой о переименовании Мелекесса в Алексеевск — в честь наследника престола цесаревича Алексея. Однако Первая мировая война прервала эту переписку и не позволила этому состояться.
В годы правления Константина Маркова посад активно застраивался и благоустраивался. К 1915 году на улицах Мелекесса появилось электроосвещение, набережная реки Мелекесс представляла собой удобный для прогулок бульвар. Были прорыты так называемые абиссинские колодцы, которые обеспечили жителей чистой питьевой водой. К 1915 году посад, который 40 лет назад практически не имел средств, приобрёл несколько десятков каменных и деревянных зданий, земельные участки и более 100 лавок, приносящих 18 000 рублей годового дохода. Благодаря рачительной деятельности Маркова, Мелекесс из небольшого села с населением немногим более 5 тысяч человек, где не было, по сути, никакой инфраструктуры и даже полиции, превратился во второй по величине и значению промышленный и культурный центр Самарской губернии, население которого к 1915 году составляло более 16 тысяч человек. Посад стал едва ли не единственным в России, не имевшим долгов перед государственной казной, а общий капитал составлял 340 000 рублей.
В 1915 году Константину Григорьевичу Маркову было присвоено звание потомственного почётного гражданина посада Мелекесс, и его портрет был вывешен в здании посадской управы.
Константин Марков принял активное участие в революционных событиях 1917 года и был категорически против разгона думы. Новый исполком, выбранный после роспуска думы 12 марта 1917 года, обвинил Маркова в зловредной деятельности и отстранил от должности, категорически посоветовав навсегда покинуть Мелекесс.
Согласно статье председателя Самарской Поморской общины П. В. Половинкина, в 1919 году Константин Марков был арестован и расстрелян по приговору революционного трибунала.

## Семья
Жена — Татьяна Павловна Маркова, дочь ставропольского купца Павла Жирнова. Обвенчался с ней 15 (27) января 1865 в Казанской единоверческой церкви Самары.
Дети:
- Павел Константинович (16 (28) декабря 1865 — 1930/1932, в советское время неоднократно подвергался арестам),
- Татьяна Константиновна (2 (14) января 1869 — ?)[20],
- Фёдор Константинович (29 мая (10 июня) 1871 — 1920, владел усадьбой в Никольском-на-Черемшане; после революции его жена Екатерина с тремя дочерьми бежала из имения в Ташкент, затем в Красноярск, где ныне живут потомки семьи Марковых[21]).

## Современники о К.Г. Маркове
А.Н. Наумов. Из уцелевших воспоминаний. 1868—1917. В двух книгах. Нью-Йорк, издание А.К. Наумовой и О.А. Кусевицкой, 1954—1955. Книга I, гл. 37, с. 224—225. 
В Мелекессе весь личный состав Ставропольского Уездного Съезда приглашался и охотно бывал у посадского головы Константина Григорьевича Маркова. По поводу него скажу несколько слов. Имя его пользовалось заслуженной известностью не только в Ставропольском уезде, но было весьма популярно во всём самарском Поволжье.
<...> Особой сметливостью и деловитостью отличался Константин Григорьевич. Благодаря ему, не только личные дела их торгового дома ширились и умножались, но и сам Мелекесс из года в год процветал, улучшался, рос воистину американским темпом.
На моих глазах этот посад превратился в большой городской центр, с прекрасными многоэтажными домами, улицами, магазинами, электрическим освещением и пр. Росту и благоустройству Мелекесса значительно способствовало проведение Волго-Бугульминской железной дороги, соединившей Симбирск с Уфой. Дело это тоже не обошлось без энергичных хлопот со стороны того же Константина Григорьевича, сумевшего в качестве посадского головы сначала добиться устройства Мелекесского подъездного пути к Симбирску. Посадские жители бессменно в течение многих лет выбирали Маркова своим головой.

В частной жизни Константин Григорьевич был простой, гостеприимный хозяин, не отличавшийся изысканными светскими манерами, подчас даже несколько грубоватый. Оборот его речи был скорее простонародный, и нередко вырывались у него выражения далеко не литературного свойства. Константин Григорьевич был очень ценным участником в земской жизни, будучи выбираем постоянно гласным не только уездного, но и губернского земских собраний. Он не любил “зря болтать”, больше работая в разных комиссиях, и если выступал на собраниях, то немногоречиво, всегда толково и дельно. Во время Мелекесских съездовских сессий мы пользовались гостеприимством головы, любезность и внимание которого временами бывали даже излишне предупредительны.

## Память
Осенью 2003 года в Димитровграде был установлен памятник купцу Маркову.